# Оом, Фёдор Фёдорович
Фёдор Фёдорович Оом (1863—1945) — русский сенатор, гофмейстер, тайный советник.

## Биография
Родился 22 октября (3 ноября) 1863 года. Его отец, Фёдор Адольфович Оом (1826—1898), был одним из воспитателей детей Александра II. Его сестра, Анна Фёдоровна Оом (1860—1950), была замужем за председателем Совета министров Российской империи графом В. Н. Коковцевым.
После окончания в 1881 году с серебряной медалью 6-й Санкт-петербургской гимназии он поступил в Императорское училище правоведения, которое окончил в 1884 году.
В 1905 году был произведён в действительные статские советники. Был помощником статс-секретаря Государственного совета. С 1912 года — гофмейстер и тайный советник.
В эмиграции жил во Франции, под Парижем — в Нейи-сюр-Сен. Похоронен на кладбище Сент-Женевьев-де-Буа.
Первая жена, Магдалина Константиновна. Брак, по-видимому, был неудачным, «жили они по разным квартирам: муж — в доме № 19 на Знаменской улице, жена — в доме № 36 на Сергиевской».
В 1920-х годах, в эмиграции, он женился на дочери генерал-лейтенанта барона Н. А. Сталь фон Гольштейна (1833—1887) и вдове Н. А. Звегинцова, Ольге Николаевне (03.02.1869—17.09.1938).

## Награды
российские
- орден Св. Анны 1-й ст. и 3-й ст. (1887)
- орден Св. Станислава 1-й ст. (1909)
- орден Св. Владимира 3-й ст. (1907)

иностранные
- орден Князя Даниила I 4-й ст.